# Antonieta Caporale
Antonieta Evelin Caporale Zamora es ginecóloga obstetra venezolana que fue Ministra del Poder Popular para la Salud del gobierno de Venezuela entre enero y mayo de 2017. Antonieta fue despedida luego de que el Ministerio de Salud publicara cifras sobre el aumento de mortalidad materna e infantil en el país.

## Carrera
Trabajó en el Oncológico Padre Machado, en la Maternidad Concepción Palacios,
y fue directora del Hospital Clínico Universitario.
El 4 de enero de 2017, el presidente Nicolás Maduro, anunció la designación de Caporale como nueva ministra del salud. Fue relevada de su cargo como ministra el miércoles 10 de mayo de 2017. La información fue dada a conocer en la Gaceta Oficial N° 41.147. Caporale fue destituida después de que el Ministerio de Salud publicara los boletines epidemiólógicos que no habían difundido desde julio de 2015. Las cifras evidenciaban el aumento de la mortalidad infantil, el incremento de los casos de malaria y otras enfermedades.
Caporale es la primera ministra que es despedida sin un anuncio público por parte del mandatario, pues el cambio se dio a conocer en la Gaceta.